# Étang de Saint-Quentin
Pour les articles homonymes, voir Saint-Quentin (homonymie).
L'étang de Saint-Quentin est situé sur les communes de Trappes et de Montigny-le-Bretonneux (quartier du Pas-du-lac) dans les Yvelines, au sein de la ville nouvelle de Saint-Quentin-en-Yvelines. Il est intégré dans une importante base de loisirs et de plein air. C'est la plus grande étendue d'eau des Yvelines.

## Géographie

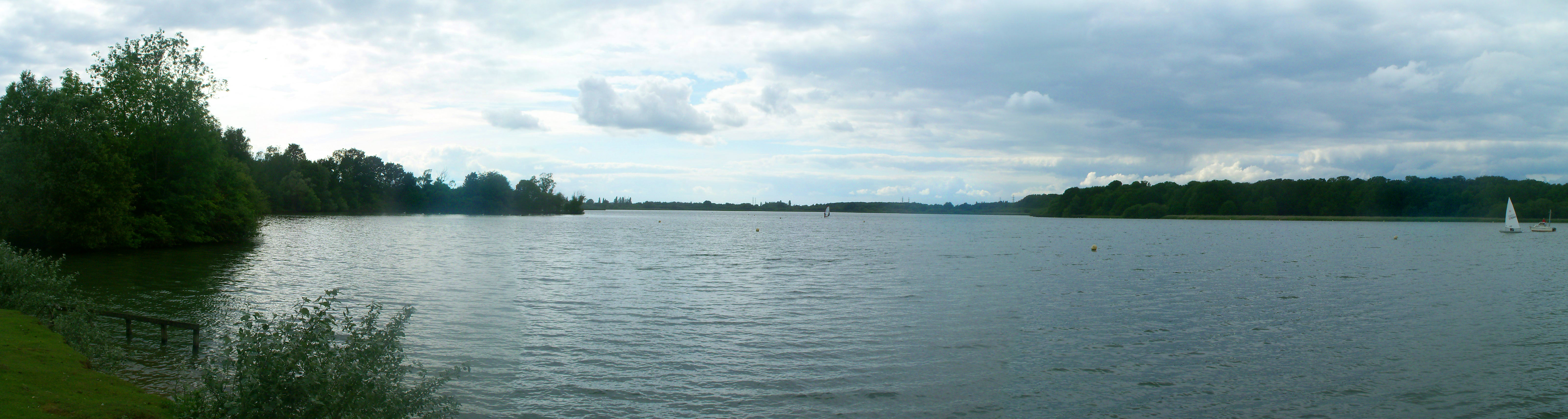
Panorama de l'étang de Saint-Quentin vers le Nord-Ouest

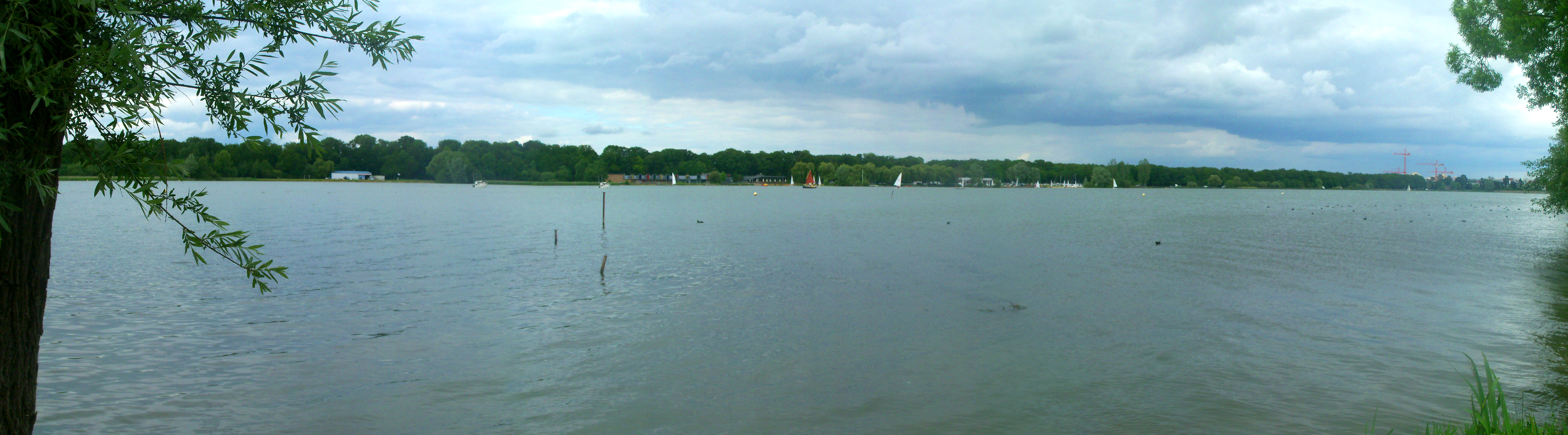
Panorama de l'étang de Saint-Quentin vers le Sud-Est

L'étang de Saint-Quentin est un étang artificiel d'une superficie d'environ 150 hectares ; il est la plus grande étendue d'eau des Yvelines. Le plan d'eau, relié au parc de Versailles par l'aqueduc de Trappes (coupé en 1978), pouvait à lui seul assurer un stockage de 3 millions de m3. Son altitude est de 160 mètres.
En 1986, dans sa partie occidentale a été créée une réserve naturelle nationale de 87 hectares.

## Histoire
Au XVIIe siècle, le parc du château de Versailles, avec toujours plus de jets et de fontaines spectaculaires, a besoin de toujours plus d'eau. Vers 1675, un spécialiste des relevés de nivellement, l'abbé Picard, à l'aide d'un niveau à lunette , remarque que les mares situées sur le plateau de Trappes sont plus hautes que les réservoirs de Versailles. L'aménagement est conduit par l'ingénieur François Francine, en collaboration avec l'abbé Picard et Roemer (de l'Académie des Sciences), les travaux sont exécutés par le régiment suisse de Crespy. Il fait barrer la gorge qui laisse écouler les eaux vers la vallée de la Bièvre et aménage ainsi l'étang.

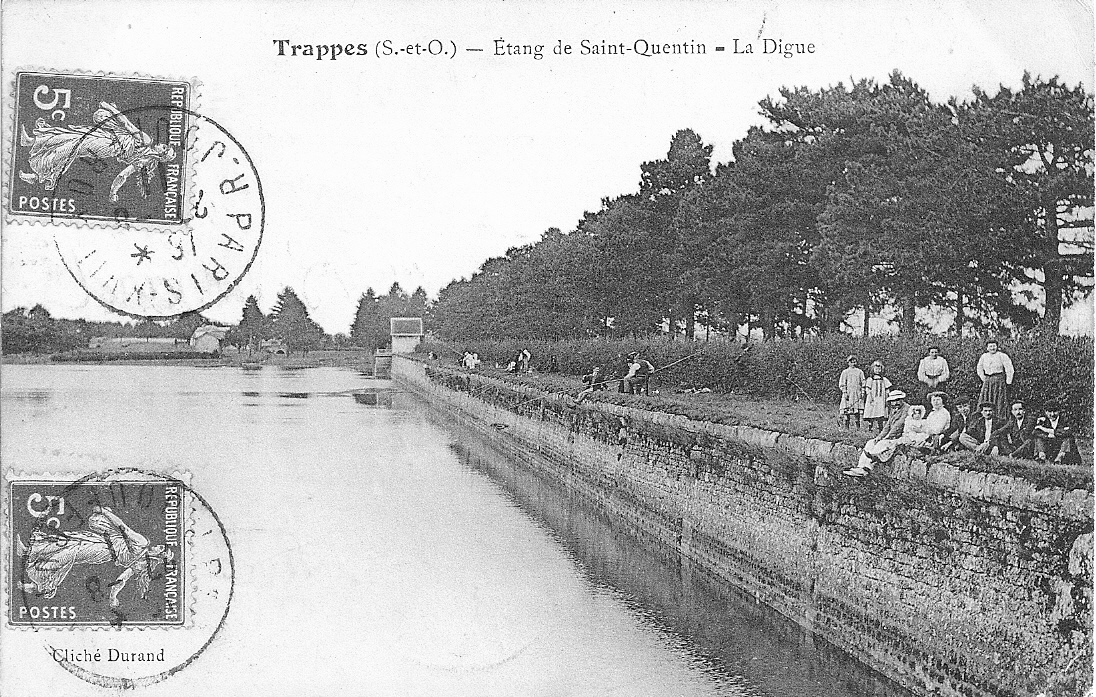
L'étang sur une carte postale ancienne.

Une digue de 7 m de hauteur sur 17 m d'épaisseur est ainsi construite à l'est de l'étang, plantée de pins noirs de Salzmann, tandis qu'à l'ouest la digue de Pissaloup est réalisée. Les travaux durèrent de 1676 à 1691, ils étaient surveillés par Jean Pinson de Sainte Catherine, ingénieur et contrôleur des bâtiments du roi, qui, pour les besoins du projet, s'était installé à Trappes. Le plan d'eau, relié au parc de Versailles par l'aqueduc de Trappes (coupé en 1978), pouvait à lui seul assurer un stockage de 3 millions de m³. Il était initialement connu sous le nom d'étang de Trappes (plus tard, il prendra le nom d'étang de Saint-Quentin, du nom d'une chapelle, (démolie en 1780) qui aurait accueilli les reliques de saint Quentin). Un aqueduc souterrain amenait les eaux de l'étang aux réservoirs Colbert construits dans le Parc-aux-cerfs (non loin de l'actuelle gare de Versailles-Chantiers). Cet aqueduc présente une pente de 2,93 m sur 11 km de longueur totale, soit moins de 0,3 millimètre par mètre ; il s'agit par conséquent d'un travail remarquable pour l'époque. Il a été mis en service par Vauban en 1685. Il faisait partie d'un programme de travaux, destinés à alimenter en eau, par gravité, le parc de Versailles.

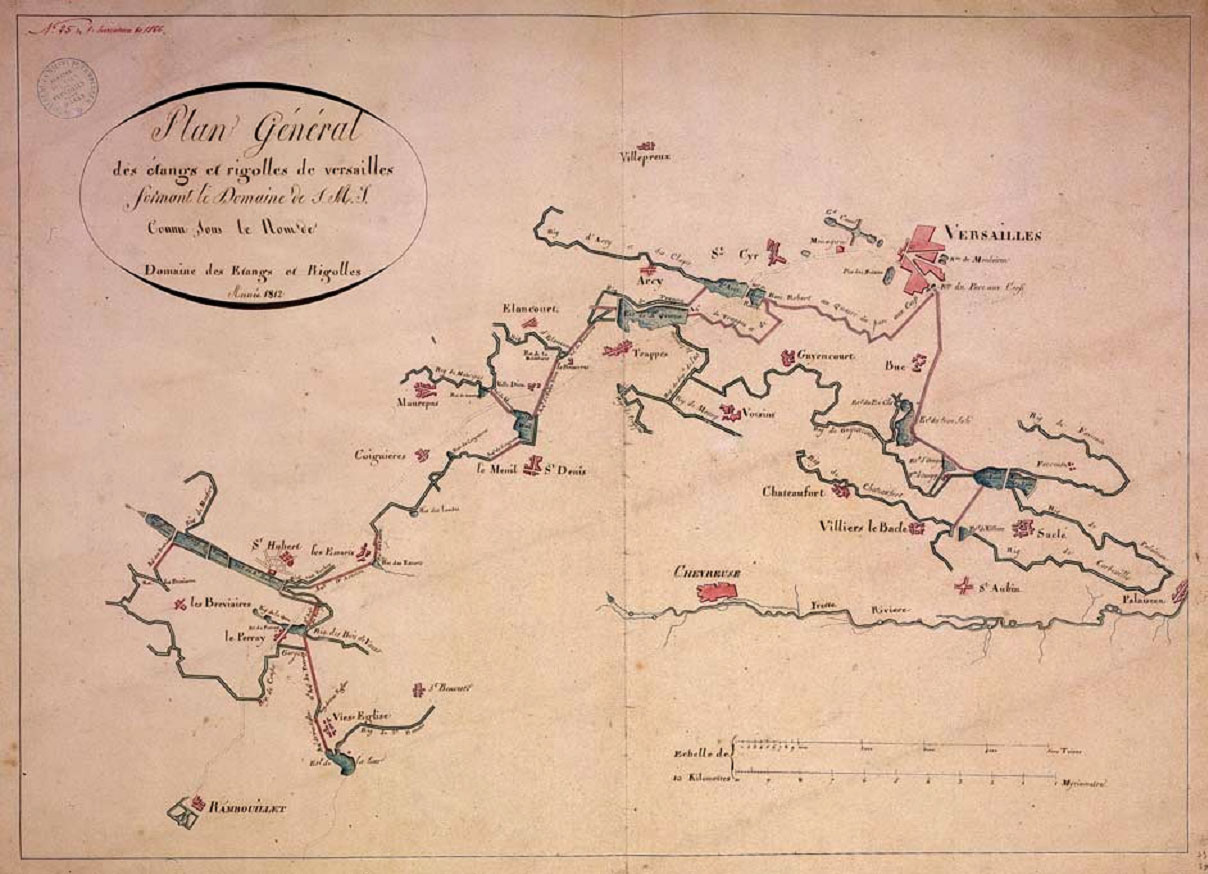
Plan général des étangs et rigoles de Versailles datant de 1812.

Un ensemble de « rigoles » et d'aqueducs, les aqueducs de Vieille Église, du Perray, de l'Artoire, des Essarts, de Mauregard, de la Verrière et de la grande rigole dite du « lit de rivière » conduisent par gravité les eaux de différents étangs jusqu’à l'étang de Saint-Quentin  sur un parcours d'environ 34 km dont près des deux tiers en aqueducs maçonnés, mais une partie en est aujourd'hui hors service.
Ainsi, en particulier, l'étang de Saint-Quentin (altitude de 163 m) est relié en amont aux étangs de Hollande (altitude de 174 m).
Ce dispositif général pour alimenter en eau le parc de Versailles est quelquefois dénommé aujourd'hui la « rivière du Roi Soleil ».
Tout autour de l'étang, on trouve des bornes royales. La fleur de lys représentée sur les bornes est taillée en relief dans un ovale. Pour certaines d'entre elles, c'est une couronne royale qui orne la pierre. Parfois, ces motifs sont abimés, voire illisibles. Ils ont été cassés ou recouverts par les révolutionnaires. Ces bornes permettaient de délimiter le réseau d'approvisionnement en eau du château de Versailles et d'identifier les infrastructures royales. Ces blocs de grès d'une hauteur de 80 cm à 1 mètre ont été disposés à partir du début du XVIIIe siècle sur le plateau de Saclay et dans les Yvelines. À noter que sur le millier d'origine, il n'en resterait actuellement qu'environ 200.
La hauteur moyenne de l'eau de l'étang de Saint-Quentin-en-Yvelines, de la fin du XVIIIe siècle jusqu'à la Seconde Guerre mondiale, excédait d'un mètre le niveau actuel.
L'étang de Trappes (ancien nom de l'étang de Saint-Quentin) était fort apprécié, à la fin du XIXe siècle et au début du XXe siècle, des pêcheurs, des canotiers et des promeneurs, amoureux de la nature, qui arrivaient de Paris par la gare de Trappes. On y fait parfois des « pêches miraculeuses », comme en 1909, un brochet de 1,10 mètre et de 11 kilos.
L'été 1934, un phénomène exceptionnel s'est produit, l'étang s'est complètement tari par suite de la sécheresse.
Pendant la Seconde Guerre mondiale, l'étang est complètement vidé pour ne pas servir de repère aux avions.

## Métiers d'autrefois
Le plan d'eau, bordé de semi-marécages, avait une oseraie. Jusqu'en 1914, les habitants de Montigny-le-Bretonneux, presque tous journaliers ou ouvriers agricoles, tressaient les joncs en nattes et paillassons.

## Projet d'aéroport international
Dans les années 1930, Urbain Cassan, polytechnicien, architecte, constructeur de gares et de barrages, proposa l'idée de construire un aéroport intercontinental, comprenant un plan d'eau pour les hydravions, une centrale hydro-électrique et un aérodrome terrestre, envisagé sur le territoire de Trappes, Montigny-le-Bretonneux, Les Clayes-sous-Bois au nord.
L'étang devait être considérablement agrandi afin d'accueillir les hydravions. D'une profondeur de 6 mètres, ses berges devaient rejoindre Plaisir à l'Ouest et les Clayes-sous-Bois au Nord. Il était prévu d'utiliser la machine de Marly pour alimenter le plan d'eau avec les eaux de la Seine.
Ce projet finalisé en 1936, avait reçu l'accord des décideurs au détriment du site du Bourget, qui finalement fut retenu après la guerre.

## Base de plein air et de loisirs
L'île de loisirs de Saint-Quentin-en-Yvelines est implantée à la périphérie de l'étang de Saint-Quentin. Sa superficie totale est de 600 hectares, dont 200 de plans d'eau avec l'étang de Saint-Quentin. Diverses activités de loisirs peuvent y être pratiquées.
Sa partie ouest est classée réserve naturelle en 1986.

## Réserve naturelle
Elle sert de lieu d'hivernage à de nombreux oiseaux migrateurs. Plus de 230 espèces d'oiseaux peuplent les 90 hectares de la réserve.
Le paradoxe de l'étang de Saint-Quentin est qu'il offre une réserve naturelle établie sur un étang artificiel.
Classée Natura 2000 en 2003, la réserve naturelle nationale de Saint-Quentin-en-Yvelines mène, depuis sa création en 1986, des actions concrètes en faveur de la protection des espèces et des habitats dans le cadre d'un plan de gestion et d'études scientifiques régulières. C'est un site naturel identifié pour la rareté ou la fragilité des espèces sauvages, animales ou végétales.

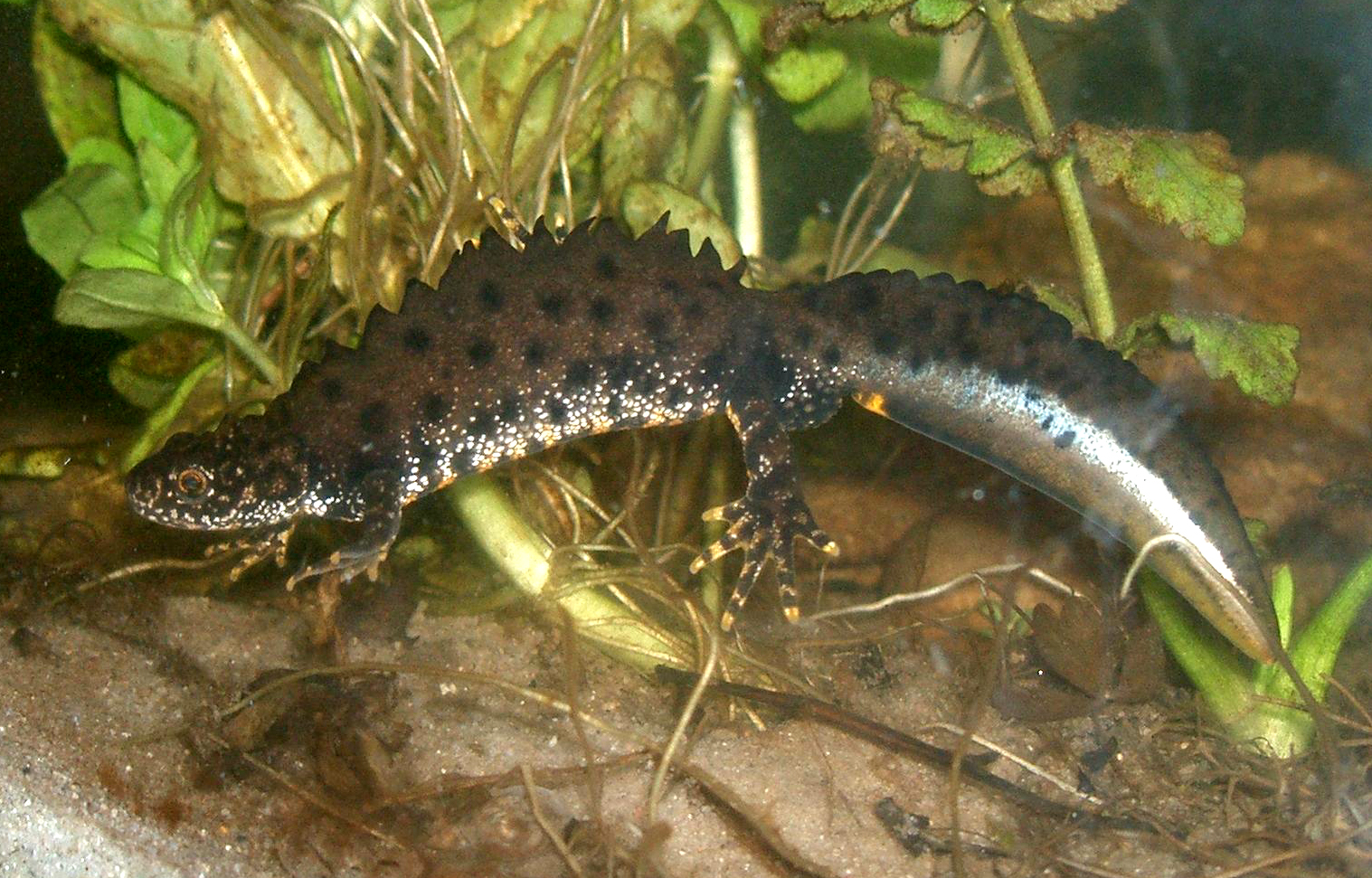
Mâle de triton crêté, en saison de reproduction.

Les zones boisées et humides de la réserve naturelle sont prisées par les amphibiens qui s'y sont installés. on peut citer la grenouille agile, le crapaud commun et le triton crêté, une espèce de grande taille, qui mesure jusqu'à 18 cm. Particulièrement protégé, ce petit animal arbore, en période de reproduction au printemps, une crête dorsale en dents de scie, parfois assez haute et se prolongeant jusqu'à la queue, ce qui lui donne alors une allure de dinosaure. Il est menacé d'extinction et considéré comme une espèce vulnérable au livre rouge de la faune menacée, c'est pourquoi il est devenu intouchable et très protégé.
En 2021, la réserve naturelle nationale de Saint-Quentin-en-Yvelines est déclassée et une nouvelle réserve naturelle est créée, la réserve naturelle nationale des étangs et rigoles d'Yveline, qui englobe l'ancienne réserve naturelle nationale de Saint-Quentin-en-Yvelines.

## À voir